# Галкино (Ветлужский район)
Га́лкино — деревня в Ветлужском районе Нижегородской области на реке Пижуг. Входит в состав Мошкинского сельсовета.
Деревня возникла на месте вековых лесов. По преданию, основатель деревни Галкино — Семён Галка. Деревня Галкино и леса на 15—20 вёрст в округе принадлежали помещику и лесопромышленнику Смецкому. Жители деревни занимались лесозаготовками и земледелием.
Церковь Казанской иконы Божией Матери и кладбище в Галкине появились в 1881 году, а через 100 лет церковь была полностью разрушена.
Первоначально деревня входила в Богоявленскую волость Варнавинского уезда.
В 1918 году был образован Галкинский сельский совет. В начале 20-х годов XX столетия в сельсовет входил 21 населённый пункт: село Галкино, деревни Малиновка, Ионово, Шмотиха, Красногор, Павелино, Угоры, Рябиновка, Большая Полома, Малая Полома, Сосновка, Краснояр, Горка, Артемовка, Самодуровка, Петряево, Павловка, хутора Масловка, Мухино, Шахово, Липовка.

## Население
| 1999 | 2002 | 2010 |
| ---- | ---- | ---- |
| 243  | ↘183 | ↘119 |